# 上杉憲栄
上杉 憲栄（うえすぎ のりよし）は、南北朝時代から室町時代前期にかけての守護大名。越後国守護。越後上杉家の祖。

## 略歴
正平5年/貞和6年（1350年）、上杉憲顕の子として誕生。18歳の時に家を出て出家して「道久」と名乗るが、将軍・足利義満の命によって京都に連れ戻された。正平23年/応安元年（1368年）、父が没した跡を受けて越後守護となり、在京して幕府のために働いた。一時上杉朝房の猶子となっていたともいう。
憲栄の出家を望んだ背景として兄の上杉憲英（庁鼻和上杉家の祖）が越後守護の地位を狙って工作を続けていたこと、守護の経営基盤であった国衙領が越後国ではもう1人の兄である上杉憲方と上杉朝房によって分割支配され、憲栄は全く領しておらず、その国内支配が常に不安定であったことなどが背景として考えられる。
天授4年/永和4年（1378年）に出家して遁世し、但馬国で月庵宗光に学び、山内上杉家の所領であった伊豆国大見郷八幡に隠棲し如意輪寺を創建する。天授6年/康暦2年（1380年）には、甲斐国の向嶽寺において父の13回忌を営む。応永29年（1422年）10月26日に如意輪寺で没した。越後守護の後継は守護代・長尾高景の尽力により甥の房方が継いでいる。

## 下総・古河城主
憲栄は下総国・古河城主でもあった。『関八州古戦録』には、弘和2年/永徳2年（1382年）、小山義政が下河辺荘の拠点であった古河城に攻め寄せた際（小山義政の乱）、「この城は上杉左近将監憲栄の目代・下河辺三郎朝行と云うものが100騎ほどで守っていたが、2,000騎もの大軍を相手にして戦い落城した」とある。『古河志』では『北越軍談』を引用して、総州古河城主・応安の人と紹介し、さらに山内上杉氏の庶流だが、鎌倉府ではなく京都の室町幕府に仕えたとしている。古河城周辺は、小山義政の乱の後に鎌倉府御料所となるが、この時期は京都・室町幕府の所領であったことが分かる 。